# Уест-Франс
Уест Франс (фр. Ouest-France, укр. Західна Франція) — французька газета, заснована в 1944 р.
Головним редактором є Жан-Люк Евен (фр. Jean-Luc Évin); власноком - Groupe Ouest-France. Випускається сорока сімома видавцями в різних департаментах Франції в трьох регіонах: Бретань, Нижня Нормандія, Пеї-де-ла-Луар. Навідміну від більшості інших щоденних газет, кількість примірників, які випускаються та читачів не знизилася через загальну тенденцію до зниження кількості читачів газет у Франції.
Газета має понад 2.5 мільйони читачів та випускає близько 800 тисяч примірників, що робить її найбільшою за охопленням франкомовною газетою в світі, випереджаючи навіть такі відомі національні французькі видання, як Le Figaro та Le Monde.

## Історія
Уест Франс була заснована в 1944 році французьким продавцем книг Адольфом ле Гоазіу та кількома іншими ентузіастами. Однією з причин створення цієї газети було закриття відомого видання L'Ouest-Éclair, яке було заборонено за колабораційну діяльність в період окупації Франції.
Редакторська колегія була суттєво підсилена в період євроінтеграції, а також зазнала помітного впливу християнсько-демократичних партій, таких як Демократичний рух, Республіканці та Центристи.
Базується в муніципалітетах Ренн та Нант та випускала 792 тисяч примірників[коли?], здебільшого на території Бретані і є найбільшою за охопленням франкомовною газетою в світі. Протягом останніх десятиліть охоплення та кількість випущених примірників помітно зменшилася. Наприклад, в 2001 році випускалося 773 471 примірник, в 2002 - 764 731 (-1.1% в порівнянні з попереднім роком), а в 2020 році кількість примірників зменшилася до 637 463 (-17.6% в порівнянні з 2001 роком).

## Список видань
Всього існує 47 видавництв газети, розташованих в 12 департаментах[джерело?]:
| Департамент      | Кількість видань | Кількість примірників |
| ---------------- | ---------------- | --------------------- |
| Кальвадос        | 4                | 52 000                |
| Кот-д'Армор      | 5                | 95 000                |
| Фіністер         | 5                | 46 000                |
| Іль і Вілен      | 10               | 134 000               |
| Атлантична Луара | 6                | 112 000               |
| Мен і Луара      | 2                | 24 000                |
| Манш             | 3                | 33 000                |
| Маєнн            | 1                | 41 000                |
| Морбіан          | 5                | 113 000               |
| Орн              | 2                | 22 000                |
| Сарта            | 2                | 25 000                |
| Вандея           | 4                | 72 000                |

## Зовнішні посилання
https://www.ouest-france.fr/